# ساوث بلويت
ساوث بلويت (إلينوي) (بالإنجليزية: South Beloit, Illinois)‏ هي مدينة تقع في الولايات المتحدة في إلينوي. يقدر عدد سكانها بـ 7,892 نسمة .

## التركيبة السكانية
حدّد مكتب تعداد الولايات المتحدة بيانات التركيبة السكانية لساوث بلويت في تعداد الولايات المتحدة. في ما يلي، التركيبة السكانية حسب تعدادي 2000 و2010.

### تعداد عام 2000
بلغ عدد سكان ساوث بلويت 5,397 نسمة بحسب تعداد عام 2000، وبلغ عدد الأسر 2,165 أسرة وعدد العائلات 1,417 عائلة مقيمة في المدينة. في حين سجلت الكثافة السكانية 334 نسمة لكل كيلومتر مربع (865.1/ميل2). وبلغ عدد الوحدات السكنية 2,345 وحدة بمتوسط كثافة قدره 145.1 لكل كيلومتر مربع (375.8/ميل2).
وتوزع التركيب العرقي للمدينة بنسبة 89.16% من البيض و3.98% من الأمريكيين الأفارقة و0.63% من الأمريكيين الأصليين و0.83% من الأمريكيين ذوي الأصول الآسيوية و0.07% من سكان جزر المحيط الهادئ و3.48% من الأعراق الأخرى و1.83% من عرقين مختلطين أو أكثر و6.78% من الهسبانيون أو اللاتينيون من أي عرق.
بلغ عدد الأسر 2,165 أسرة كانت نسبة 36.7% منها لديها أطفال تحت سن الثامنة عشر تعيش معهم، وبلغت نسبة الأزواج القاطنين مع بعضهم البعض 49.1% من أصل المجموع الكلي للأسر، ونسبة 11.4% من الأسر كان لديها معيلات من الإناث دون وجود شريك،  بينما كانت نسبة 5% من الأسر لديها معيلون من الذكور دون وجود شريكة وكانت نسبة 34.5% من غير العائلات. تألفت نسبة 28.8% من أصل جميع الأسر من عدة أفراد يعيشون في نفس المنزل ونسبة 10.3% كانت تتألف من شخص يعيش بمفرده يبلغ من العمر 65 عاماً أو أكثر. وبلغ متوسط حجم الأسرة المعيشية 2.46، أما متوسط حجم العائلات فبلغ 3.01.
بلغ العمر الوسطي للسكان 33.3 عاماً. وكانت نسبة 26.5% من القاطنين تحت سن الثامنة عشر، وكانت نسبة 8.7% بين الثامنة عشر والرابعة والعشرين عاماً، ونسبة 33.4% كانت واقعةً في الفئة العمرية ما بين الخامسة والعشرين والرابعة والأربعين عاماً، ونسبة 18.4% كانت ما بين الخامسة والأربعين والرابعة والستين، ونسبة 11.8% كانت ضمن فئة الخامسة والستين عاماً فما فوق. يوجد لكل 100 أنثى 99.5 ذكر، ويوجد لكل 100 أنثى في الثامنة عشر من عمرها فما فوق 98.1 ذكر.
بلغ متوسط دخل الأسرة في المدينة 35,597 دولارًا، أما متوسط دخل العائلة فبلغ 41,154 دولارًا. وكان متوسط دخل الذكور 33,110 دولارًا مقابل 22,596 دولارًا للإناث. وسجل دخل الفرد الخاص بالمدينة 18,363 دولارًا. وكانت نسبة 8.2% من العائلات ونسبة 10% من السكان تحت خط الفقر، وكان من هؤلاء نسبة 16.2% تحت سن الثامنة عشر ونسبة 7.6% في الخامسة والستين من العمر وما فوق.

### تعداد عام 2010
بلغ عدد سكان ساوث بلويت 7,892 نسمة بحسب تعداد عام 2010، وبلغ عدد الأسر 3,008 أسرة وعدد العائلات 2,067 عائلة مقيمة في المدينة. في حين سجلت الكثافة السكانية 488.4 نسمة لكل كيلومتر مربع (1,265.0/ميل2). وبلغ عدد الوحدات السكنية 3,385 وحدة بمتوسط كثافة قدره 209.5 لكل كيلومتر مربع (542.6/ميل2).
وتوزع التركيب العرقي للمدينة بنسبة 87.40% من البيض و4.02% من الأمريكيين الأفارقة و0.38% من الأمريكيين الأصليين و1.62% من الأمريكيين ذوي الأصول الآسيوية و0.04% من سكان جزر المحيط الهادئ و3.59% من الأعراق الأخرى و2.95% من عرقين مختلطين أو أكثر و7.70% من الهسبانيون أو اللاتينيون من أي عرق.
بلغ عدد الأسر 3,008 أسرة كانت نسبة 39.8% منها لديها أطفال تحت سن الثامنة عشر تعيش معهم، وبلغت نسبة الأزواج القاطنين مع بعضهم البعض 49.7% من أصل المجموع الكلي للأسر، ونسبة 12.8% من الأسر كان لديها معيلات من الإناث دون وجود شريك،  بينما كانت نسبة 6.2% من الأسر لديها معيلون من الذكور دون وجود شريكة وكانت نسبة 31.3% من غير العائلات. تألفت نسبة 26.1% من أصل جميع الأسر من عدة أفراد يعيشون في نفس المنزل ونسبة 9.6% كانت تتألف من شخص يعيش بمفرده يبلغ من العمر 65 عاماً أو أكثر. وبلغ متوسط حجم الأسرة المعيشية 2.60، أما متوسط حجم العائلات فبلغ 3.12.
بلغ العمر الوسطي للسكان 34.1 عاماً. وكانت نسبة 28.5% من القاطنين تحت سن الثامنة عشر، وكانت نسبة 7.8% بين الثامنة عشر والرابعة والعشرين عاماً، ونسبة 30.5% كانت واقعةً في الفئة العمرية ما بين الخامسة والعشرين والرابعة والأربعين عاماً، ونسبة 22.6% كانت ما بين الخامسة والأربعين والرابعة والستين، ونسبة 10.7% كانت ضمن فئة الخامسة والستين عاماً فما فوق. وتوزع التركيب الجنسي للسكان بنسبة 48.8% ذكور و51.2% إناث.